# یودای ناکاشیما
یودای ناکاشیما (انگلیسی: Yudai Nakashima؛ زادهٔ ۳۱ اوت ۱۹۸۴) بازیکن فوتبال اهل ژاپن است.